# Заимствования в английском языке
Современный английский язык является продуктом длительного исторического развития, лексика, грамматический строй и звуковой состав которого подвергались различным изменениям, обусловленными рядом причин, таких как внутренние законы развития языка, а также под влиянием внешних воздействий.

## Исконное ядро лексики

Заимствования в лексике английского языка

Английский язык содержит большое количество очень высокочастотных исконных германских слов: как, например, артикли, предлоги, союзы, числительные, вспомогательные глаголы, так и слова, обозначающие предметы и понятия повседневной жизни (child, water, come, good, bad). Кроме того, грамматическая структура, по существу германская, осталась нетронутой иностранным влиянием.

## Основные способы заимствования
1) транскрипция (фонетический способ) — заимствование
словарной единицы, при котором сохраняется её звуковая форма.
В англ. из фр.: ballet, bouquet, из английского:
футбол, трейлер.
2) транслитерация — способ заимствования, при котором
заимствуется способ написания иностранного слова, буквы заимствуемого слова заменяются
буквами родного языка. При транслитерации слово читается по правилам родного
языка.
audio лат.
слушать — audience, audible
demos греч.
народ — demography, democracy
3) калькирование — способ заимствования, при котором
компоненты заимствуемого слова или словосочетания переводятся отдельно и
соединяются по образцу иностранного слова или словосочетания.
Методом калькирования в английском языке создано много
слов на базе латинского и французского языков:
masterpiece — фр. шедевр

## Заимствования
Английский язык ещё в раннем Средневековье принял большое количество заимствований из скандинавских языков (включая такие базовые слова, как skin «кожа», ill «больной» и даже they «они»). Самый массовый поток заимствований — средневековый, после нормандского завоевания, из старофранцузского языка; в результате этого почти половина английского словаря имеет романские корни. В Новое время в язык вошло большое количество учёных латинизмов и новых заимствований из континентальных языков.

### Кельтские заимствования
Заимствования из кельтских языков в английском языке немногочисленны, и относятся в большинстве случаев к диалектной лексике или к лексике низших слоёв населения. Интерес представляет система счёта британских овцеводов, происходящая от числительных вымершего кумбрийского языка. Кельтские языки, возможно, повлияли на возникновение системы времён Continuous, отсутствующей в других германских языках.

### Латинские заимствования
Слова, попавшие в английский язык в ходе торговых контактов ещё на континенте, например: wine «вино», pear «груша», pepper «перец». Древние племена, предки англосаксов, населявшие северную часть Центральной Европы, вели торговый обмен с Римской Империей, воевали с ней, сталкивались с римскими купцами и заимствовали у римлян ряд слов, связанных с торговлей, товарами и новыми для этих племён предметами. Слова, заимствованные при христианизации: mass «месса», school «школа», priest «священник», devil «дьявол» и другие. Второй слой латинских заимствований связан с христианством, которое было принесено римскими проповедниками, обратившими язычников англосаксов в новую веру. Языком церковной службы был латинский язык, поэтому в древнеанглийский язык проникло много латинских слов религиозного содержания. Большинство этих слов не было исконно латинскими, а попали в латинский язык из греческого, так как христианство сложилось в восточной части Римской империи. Христианские книги были переведены на латинский.

### Скандинавские заимствования
Из датского в результате скандинавского завоевания (приблизительно с 870 г.). Эта группа заимствований не очень многочисленна, но к ней относятся очень частотные слова. Вот некоторые примеры:
they, them вместо hie, hem (hem сохранилось в разговорных выражениях типа I met 'em yesterday);
take, cut, get, вместо которых английские слова дали бы в современном языке *nim, *snide, *werth;
are, fellow, gear, ill, happen, happy, husband, kick, law, leg, low, odd, rove, rug, scale (в значении «чешуя»), scalp, skill, skin, skip, skull, tight, ugly, wrong и др.
nay, fro, skirt, dike, sky, screech, для которых сохранились английские параллели nay, from, shirt, ditch, welkin, shriek;
суффиксы в топонимике: -by, -beck, -thorp(e), -fell, -toft, -thwaite от скандинавских слов byr «селение», bekkr «ручей», thorp «деревня», fjall «гора», topt «поместье», thveit «огороженный участок» и другие; примеры названий: Rugby, Welbeck, Scunthorpe, Micklefell, Lovestoft, Applethwaite;
flock, mug и некоторые другие попали через посредство англо-нормандского языка;
nag, ombudsman, ski, skive, slalom, slam — слова, отражающие новые для англичан реалии, вошли из современных скандинавских языков в XIX—XX веках.
Скандинавские заимствования трудно отличить от собственно английских слов, поскольку датский и древнеанглийский были близкородственными языками. Характерное различие состоит в том, что в датских словах сохранялись /k/,/g/,/sk/, тогда как в английском они превращались в шипящие: /k/ и /g/ — в определённых условиях, /sk/ — всегда.

### Французские заимствования
В 1066 году произошло завоевание Англии норманнами. Нормандия была французским герцогством; она приобрела своё название после того, как французский король Карл Простой, будучи не в состоянии справиться с викингами, отдал им по договору 912 г. эту территорию. К 1066 году викинги уже давно переняли французский язык и ассимилировались с местным населением. В Англию они пришли как носители французского языка (нормандский диалект), французской культуры и французского феодального устройства. После нормандского завоевания власть оказалась полностью в руках нормандцев; герцог Вильгельм Завоеватель также сместил английских священников и поставил на их место нормандских. Коренное население продолжало говорить на английском, из нормандского же диалекта образовался англо-нормандский язык, который стал государственным языком и просуществовал до конца XIV века. За это время английский усвоил огромное количество французских слов. Из 80 000 наиболее употребительных слов английского языка приблизительно 22 500 — это французские заимствования (всех периодов истории).
Особенно явно заимствования отражают нормандское влияние в области государственного управления, в военном деле, в организации церкви и в городской жизни:
- court, servant, guard, prince, vassal, government, serf, village (двор, слуга, охрана, принц, вассал, правительство, крепостной, деревня);
- army, battle, banner, victory (войско, сражение, знамя, победа);
- religion, chapel, prayer, to confess (религия, часовня, молитва, исповедоваться);
- city, merchant (город, купец).

Ремесленники, жившие в деревне, сохраняли английские названия, тогда как городские стали называться французскими словами: butcher «мясник», mason «каменщик», tailor «портной». Животные называются английскими словами, но их мясо — французскими: beef «говядина», mutton «баранина», pork «свинина», veal «телятина».
Терминология, XVI век. На смену средним векам пришла эпоха Возрождения, которая характеризуется быстрым развитием науки и техники, небывалым расцветом литературы и искусства, изобретением книгопечатания, великими географическими открытиями, успехами материалистической философии в борьбе против церковных догматов и засилья церкви. В этот период английский язык заимствовал много слов из классических языков. От предыдущих они резко отличались своим характером: это слова, как правило, научные. Проникали они в язык письменным путём, через литературу, учёные сочинения, что способствовало максимальному сохранению латинской формы слова.

### Славянские заимствования
Лексические славизмы присутствовали в древнеанглийском языке, что является одним из надежных свидетельств проживания славян в Висло-Одерском регионе в римский период. Основу древнеанглийского языка составили диалекты западногерманских племён англов, саксов и ютов, которые проживали в Ютландии и смежных землях бассейна нижней Эльбы и, вероятно, контактировали со славянами, а затем в конце IV — начале V века переселились на Британские острова.

### Европейские заимствования XX века
В первой половине XX века в британскую естественнонаучную лексику проникает большое количество слов немецкого языка, в том числе и отдельные морфемы, например eigen-. Проникновение немецкой лексики продолжается во время Второй мировой войны для обозначения военных терминов и практически прекращается после войны.

## Пуристические тенденции
В разные времена пуристы пытались очистить английский язык от иностранных слов, заменяя их англосаксонскими. Один лингвистический националист изрёк: «Избегайте латинских производных; используйте краткие выразительные англосаксонские односложные слова». (англ. Avoid Latin derivatives; use brief, terse Anglo-Saxon monosyllables). Ирония в том, что единственное англосаксонское слово в этом изречении — это Anglo-Saxon.